# Nuoto ai Giochi della XXIII Olimpiade - 200 metri dorso femminili
La gara di nuoto dei 200 metri dorso femminili dei Giochi della XXIII Olimpiade di Los Angeles fu disputata il 4 agosto 1984 presso il McDonald's Olympic Swim Stadium.
Hanno partecipato alle batterie di qualificazione 29 atlete: le prime 8 si sono qualificate per la finale A, mentre le successive 8 invece si sono qualificate per la finale B.

## Record
Prima di questa competizione, il record del mondo (WR) e il record olimpico (OR) erano i seguenti.
|  | 2'09"91 | Cornelia Sirch Germania Est | 8 agosto 1982 Guayaquil, Ecuador |
|  | 2'11"77 | Rica Reinisch Germania Est  | 27 luglio 1980 Mosca, Russia     |

Durante l'evento non sono stati migliorati record.

## Risultati

### Batterie di qualificazione
| Pos | Batteria | Corsia | Atleta                   | Nazione        | Tempo   | Note |
| --- | -------- | ------ | ------------------------ | -------------- | ------- | ---- |
| 1   | 2        | 4      | Jolanda de Rover         | Paesi Bassi    | 2'13"50 | QA   |
| 2   | 1        | 4      | Georgina Parkes          | Australia      | 2'14"89 | QA   |
| 3   | 4        | 5      | Amy White                | Stati Uniti    | 2'15"40 | QA   |
| 4   | 2        | 5      | Svenja Schlicht          | Germania Ovest | 2'15"69 | QA   |
| 5   | 3        | 5      | Tori Trees               | Stati Uniti    | 2'16"23 | QA   |
| 6   | 3        | 4      | Carmen Bunaciu           | Romania        | 2'16"41 | QA   |
| 7   | 4        | 4      | Anca Pătrășcoiu          | Romania        | 2'16"71 | QA   |
| 8   | 2        | 7      | Carmel Clark             | Nuova Zelanda  | 2'16"78 | QA,  |
| 9   | 2        | 6      | Catherine White          | Regno Unito    | 2'18"02 | qB   |
| 10  | 1        | 5      | Yolande van der Straeten | Belgio         | 2'18"49 | qB   |
| 11  | 3        | 2      | Naomi Sekido             | Giappone       | 2'18"52 | qB   |
| 12  | 4        | 3      | Kathy Read               | Regno Unito    | 2'18"92 | qB   |
| 13  | 2        | 3      | Reema Abdo               | Canada         | 2'19"05 | qB   |
| 14  | 4        | 6      | Sandra Dahlmann          | Germania Ovest | 2'19"59 | qB   |
| 15  | 4        | 7      | Sofia Kraft              | Svezia         | 2'19"73 | qB   |
| 16  | 3        | 3      | Audrey Moore             | Australia      | 2'20"12 | qB   |
| 17  | 3        | 6      | Brigitte van der Lans    | Paesi Bassi    | 2'20"63 |      |
| 18  | 1        | 3      | Sabine Pauwels           | Belgio         | 2'21"36 |      |
| 19  | 4        | 2      | Melinda Copp             | Canada         | 2'21"39 |      |
| 20  | 2        | 2      | Teresa Rivera            | Messico        | 2'22"94 |      |
| 21  | 4        | 1      | Choi Yun-hui             | Corea del Sud  | 2'23"80 |      |
| 22  | 3        | 7      | Nozomi Sunouchi          | Giappone       | 2'25"05 |      |
| 23  | 1        | 6      | Manuela Carosi           | Italia         | 2'25"45 |      |
| 24  | 1        | 7      | Eva Gysling              | Svizzera       | 2'25"69 |      |
| 25  | 2        | 1      | Lotta Flink              | Hong Kong      | 2'29"00 |      |
| 26  | 3        | 1      | Yan Hong                 | Cina           | 2'32"33 |      |
| 27  | 1        | 1      | Christine Jacob          | Filippine      | 2'32"91 |      |
|     | 1        | 2      | Lise Lotte Nylund        | Norvegia       | dns     |      |
|     | 4        | 8      | Kathy Wong               | Hong Kong      | dns     |      |

### Finale B
| Pos | Corsia | Atleta                   | Nazione        | Tempo   | Note |
| --- | ------ | ------------------------ | -------------- | ------- | ---- |
| 9   | 7      | Sandra Dahlmann          | Germania Ovest | 2'16"93 |      |
| 10  | 4      | Catherine White          | Regno Unito    | 2'17"63 |      |
| 11  | 6      | Kathy Read               | Regno Unito    | 2'18"33 |      |
| 12  | 2      | Reema Abdo               | Canada         | 2'18"50 |      |
| 13  | 5      | Yolande van der Straeten | Belgio         | 2'18"63 |      |
| 14  | 3      | Naomi Sekido             | Giappone       | 2'18"87 |      |
| 15  | 1      | Sofia Kraft              | Svezia         | 2'19"37 |      |
| 16  | 8      | Audrey Moore             | Australia      | 2'21"36 |      |

### Finale A
| Pos     | Corsia | Atleta           | Nazione        | Tempo   | Note |
| ------- | ------ | ---------------- | -------------- | ------- | ---- |
| Oro     | 4      | Jolanda de Rover | Paesi Bassi    | 2'12"38 |      |
| Argento | 3      | Amy White        | Stati Uniti    | 2'13"04 |      |
| Bronzo  | 1      | Anca Pătrășcoiu  | Romania        | 2'13"29 |      |
| 4       | 5      | Georgina Parkes  | Australia      | 2'14"37 |      |
| 5       | 2      | Tori Trees       | Stati Uniti    | 2'15"73 |      |
| 6       | 6      | Svenja Schlicht  | Germania Ovest | 2'15"93 |      |
| 7       | 7      | Carmen Bunaciu   | Romania        | 2'16"15 |      |
| 8       | 8      | Carmel Clark     | Nuova Zelanda  | 2'17"89 |      |